# Colin Defries

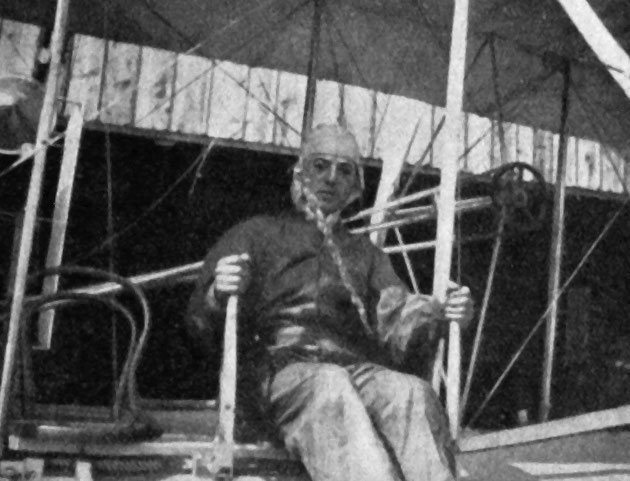
Colin Defries bei seinem Flug am 9. Dezember 1909. Teilweise sind die Beschädigungen an der Wright Model A nach der Landung erkennbar.

Colin Defries (* 1884 in Großbritannien; † nach 1910) war ein Brite und Flugpionier, der das Fliegen in Frankreich erlernt hatte. Er war der erste Mensch, der sich in Australien am 9. Dezember 1909 mit einem motorgetriebenen Flugzeug in die Luft erhob.

## Flüge
Defries startete den Erstflug am 9. Dezember 1909 auf dem Victoria Park Racecourse in Sydney, New South Wales in Australien. Er flog bei schlechtem Flugwetter und legte eine Flugstrecke von 91 Metern zurück. Dabei erreichte er eine Flughöhe um die 5 Meter. Der Flug endete mit einer Bruchlandung, da das Flugzeug von einer Böe erfasst wurde. Die Tageszeitung Sydney Morning Herald berichtete am 10. Dezember 1909, dass der Flug von Defries mit einer Dauer von 5 ½ Sekunden erfolgreich war. Im Gegensatz dazu berichtete der The Daily Telegraph von einem Fehlversuch und die Aerial League zeigte sich enttäuscht, dass es zu keinem kontrollierten Flugereignis kam.
Defries hatte bereits für den 4. Dezember 1909 einen Erstflug mit der The Stella angekündigt, die er nach seiner Frau benannt hatte. Er konnte aber wegen einer Beschädigung bei der Präsentation des Flugzeugs und bei schlechtem Wetter keinen Start durchführen. Erst am 9. Dezember hob das Flugzeug ab. Am 18. Dezember 1909 erlaubte das Wetter einen weiteren Flug über eine Strecke von 274 Metern. Allerdings waren aufgrund der vorhergehenden Ereignisse wenig Zuschauer und kaum Journalisten anwesend. Auch dieses Mal wurde das Fluggerät bei der Landung beschädigt. Aufgrund dieser Schwierigkeiten erhielt Defries wenig Anerkennung für seinen Erstflug. Colins Monteur Ralph Banks reparierte das Flugzeug. Nach einem erneuten Flug am 18. März 1910 mit ihm als Piloten kam es zu einer schweren Bruchlandung, wobei er schwer verletzt wurde.
Oft wird Harry Houdini als erster fliegender Mensch auf dem australischen Kontinent genannt. Er flog am 18. März 1910 vor zahlreichen Menschen in Victoria erfolgreich und wiederholte dies mehrfach. Dadurch ging dieses Ereignis als erster erfolgreich kontrollierter australischer Motorflug in die Geschichte ein.